# David Stanley Smith

David Stanley Smith um 1910 an der Yale University

David Stanley Smith (* 6. Juli 1877 in Toledo, Ohio; † 17. Dezember 1949 in New Haven, Connecticut) war ein US-amerikanischer Komponist.
Smith studierte ab 1895 bei Horatio Parker an der Yale University – wo Charles Ives zu seinen Freunden zählte – und wurde dann Organist an der Center Church von New Haven. Auf einer Europareise war er Schüler von Ludwig Thuille in München und von Vincent d’Indy in Paris. 1903 kehrte er nach New Haven zurück und wurde Musiktheorielehrer und 1920 als Nachfolger von Horatio Parker Dekan der School of Music sowie Leiter des New Haven Symphony Orchestra. Von 1903 bis 1946 lehrte er Musik in Yale. 1910 wurde er in das National Institute of Arts and Letters und 1933 in die American Academy of Arts and Sciences gewählt.
Er komponierte eine Oper (Merrymount), fünf Sinfonien, Orchesterrhapsodien und -impressionen, kammermusikalische Werke, Chormusik, Anthems, Liederzyklen und Lieder.